# Nemțeni
Nemțeni è un comune della Moldavia situato nel distretto di Hîncești di 1.877 abitanti al censimento del 2004